# مكواة

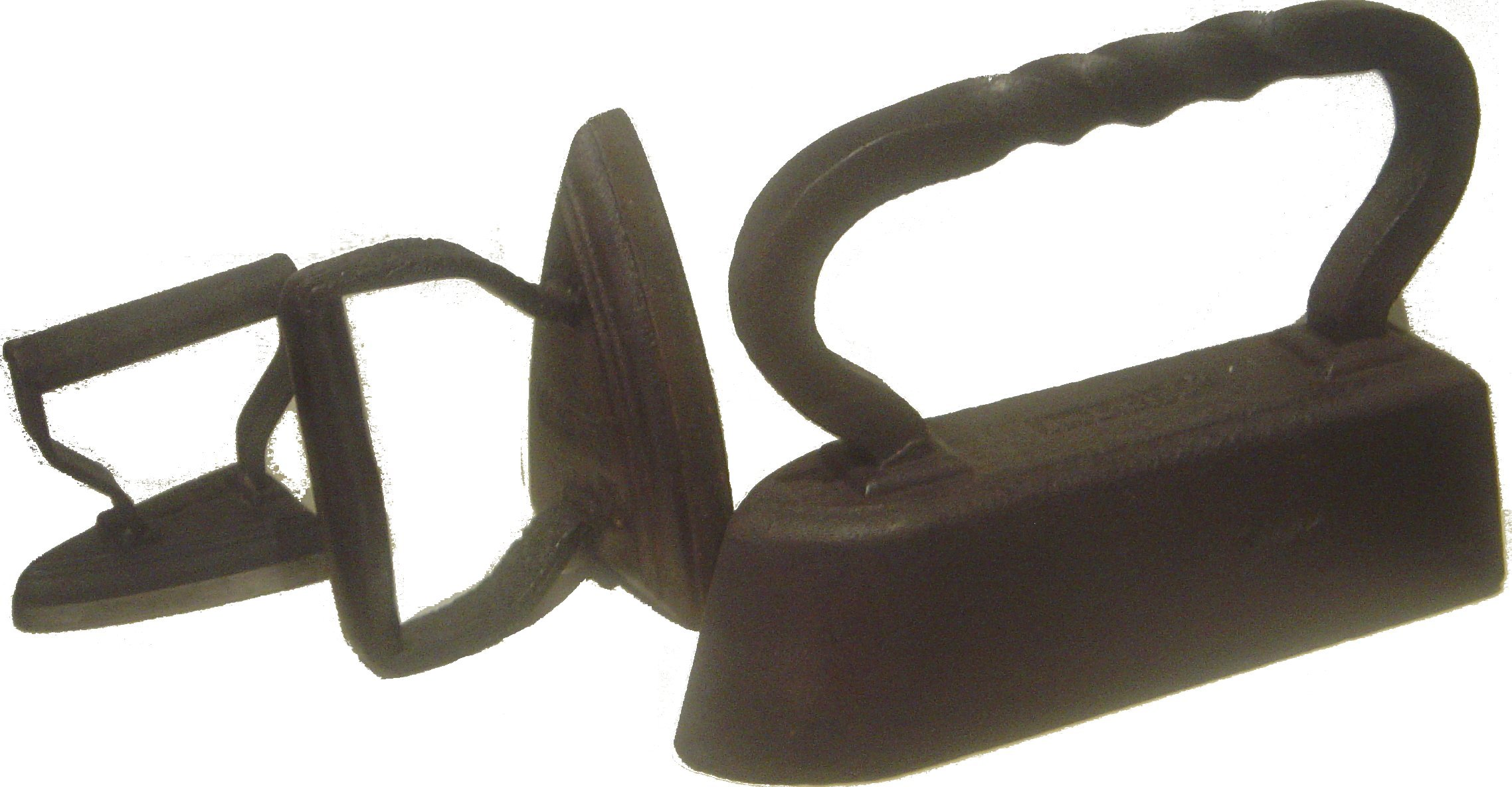
مكواة قديمة.

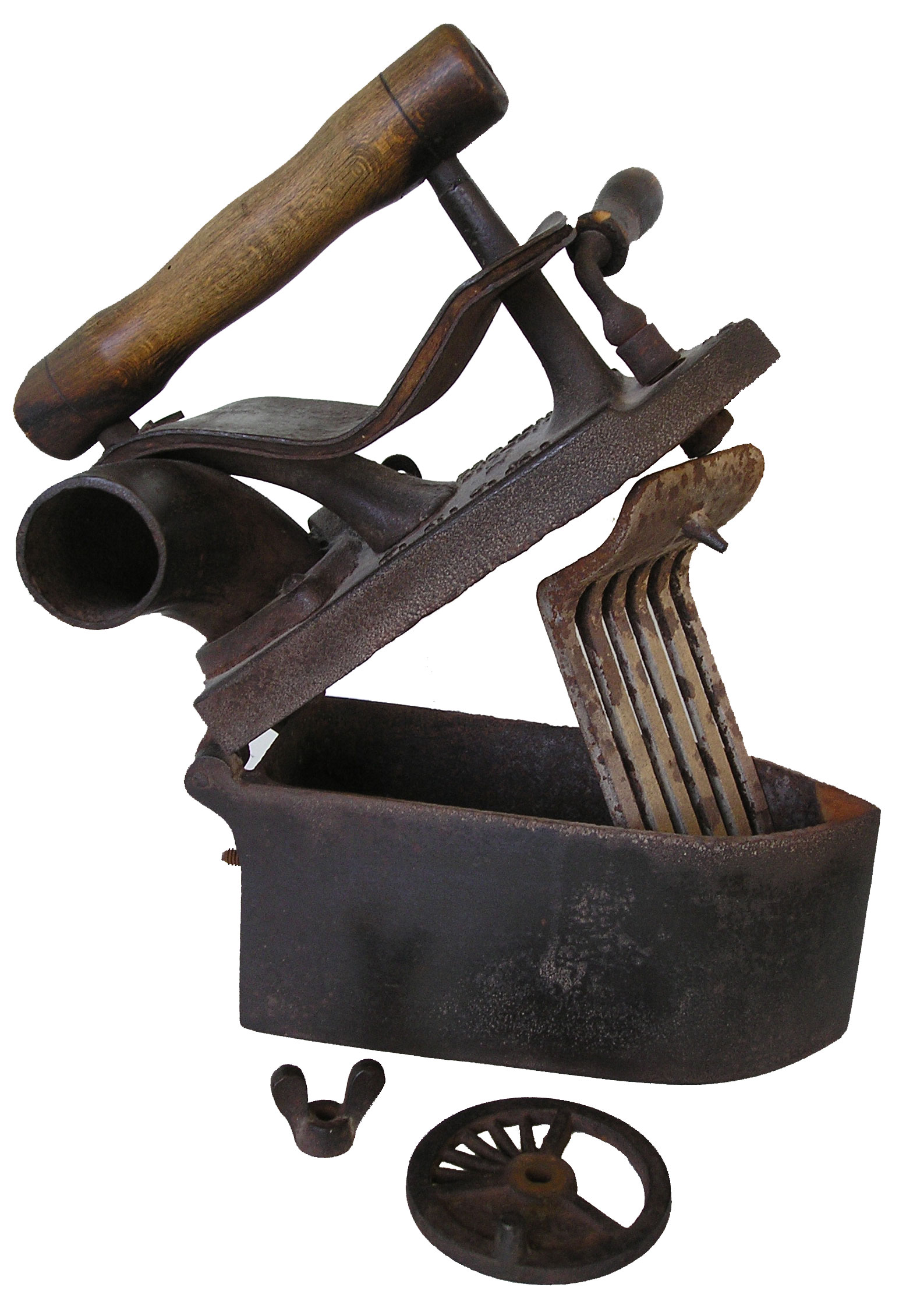
مكواة تعمل بالفحم.

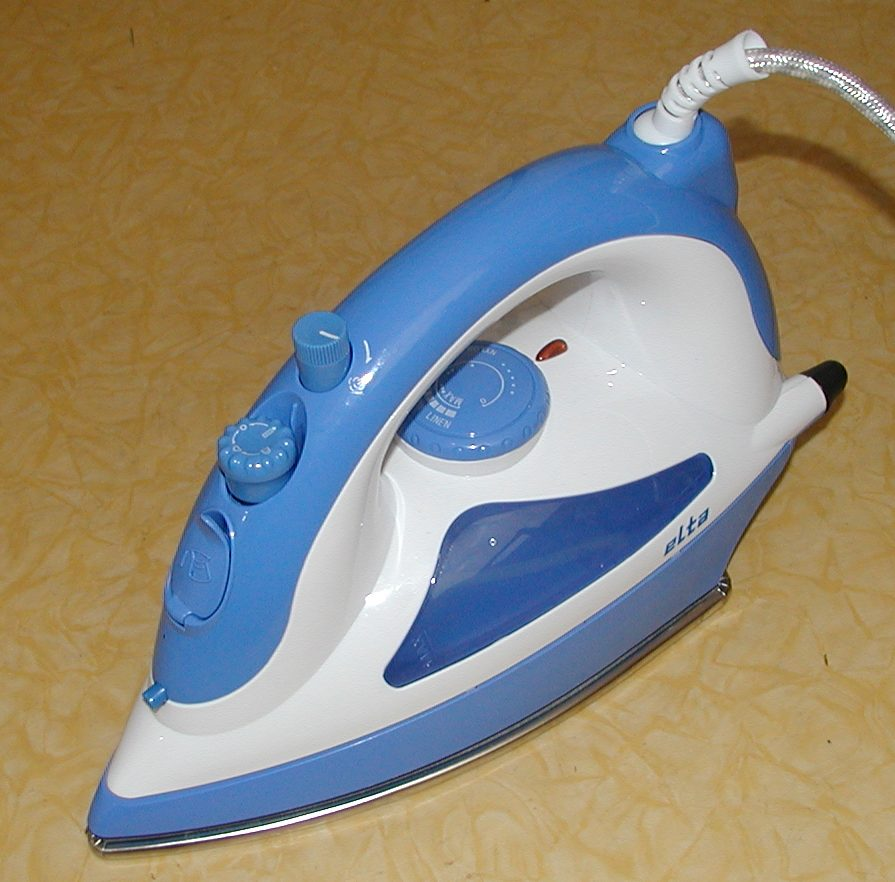
مكواة تعمل بالكهرباء.

الـمِكْوَاةُ (الجمع: مَكَاوٍ، وبالتعريف الـمَكَاوِي) هي أداة أو جهاز منزلي صغير كانت بالأساس قطعة معدنية ملساء لها مقبض، يجري تسخينها بواسطة مصدر حرارة لدرجة مناسبة ومن ثم تمرر على القماش لتلامسه وترفع التجعيد عنه وتظهره بشكل مقبول.
أساس تأدية المكواة لوظيفتها هو الحرارة والضغط وفي بعض الأحيان الرطوبة.
تم تطوير هذه الآلة بعمل صندوق فوق القطعة المعدنية لوضع قليلاً من الفحم به ليسخن القطعة المعدنية ثم أجري تطوير أخر وذلك بوضع ملف حراري لتسخين القطعة المعدنية عند وصلها بالطاقة الكهربائية. ظهر أول شكل للمكواة في القرن الخامس عشر.
اخترعها العالم الأمريكي وسيلي سنة 1882.